# You Made a Fool of Me
You Made a Fool of Me is een Engels liedje van het Belgische collectief New Inspiration uit 1967.
In 1970 verscheen het nummer op de LP Rainbow.
De B-kant van de single was het nummer M.T.